# Premier League Malti 1978-1979
L'edizione 1978-1979 della Premier League maltese è stata la sessaquattresima edizione della massima serie del campionato maltese di calcio. Il titolo è stato vinto dagli Hibernians.

Quest'edizione del campionato è stata disputata in due fasi, nella prima si sono giocati due gironi di 5 squadre rispettivamente: le prime 2 di ogni girone, per un totale di 4, hanno avuto accesso ai playoff campionato.
Le restanti 6 squadre sono state costrette a giocarsi la salvezza nei playoff retrocessione.

## Classifica prima fase

### Gruppo A
|   | Classifica       | G | V | N | P | GF | GS | Dif | Pt |
| - | ---------------- | - | - | - | - | -- | -- | --- | -- |
| 1 | Sliema Wanderers | 8 | 7 | 0 | 1 | 16 | 5  | +11 | 14 |
| 2 | Hibernians       | 8 | 5 | 1 | 2 | 11 | 6  | +5  | 11 |
| 3 | Marsa            | 8 | 3 | 2 | 3 | 8  | 8  | 0   | 8  |
| 4 | Ħamrun Spartans  | 8 | 1 | 2 | 5 | 4  | 13 | -9  | 4  |
| 5 | Qormi            | 8 | 1 | 1 | 6 | 7  | 14 | -7  | 3  |

### Gruppo B
|   | Classifica         | G | V | N | P | GF | GS | Dif | Pt |
| - | ------------------ | - | - | - | - | -- | -- | --- | -- |
| 1 | Valletta           | 8 | 6 | 2 | 0 | 18 | 3  | +15 | 14 |
| 2 | Floriana           | 8 | 6 | 2 | 0 | 17 | 2  | +15 | 14 |
| 3 | St. George's       | 8 | 2 | 2 | 4 | 9  | 15 | -6  | 6  |
| 4 | Ghaxaq             | 8 | 1 | 1 | 6 | 8  | 18 | -10 | 3  |
| 5 | Msida Saint-Joseph | 8 | 1 | 1 | 6 | 4  | 18 | -14 | 3  |

### Verdetti prima fase
Accedono ai playoff campionato:

Sliema Wanderers, Hibernians, Valletta, Floriana

Accedono ai playoff retrocessione:

Marsa, Ħamrun Spartans, Qormi, St. George's, Ghaxaq, Msida Saint-Joseph

## Classifiche seconda fase

### Playoff campionato

#### Classifica finale
|   | Classifica       | G | V | N | P | GF | GS | Dif | Pt |
| - | ---------------- | - | - | - | - | -- | -- | --- | -- |
| 1 | Hibernians       | 6 | 5 | 1 | 0 | 12 | 5  | +7  | 11 |
| 2 | Valletta         | 6 | 2 | 2 | 2 | 7  | 6  | +1  | 6  |
| 3 | Sliema Wanderers | 6 | 2 | 0 | 4 | 7  | 9  | -2  | 4  |
| 4 | Floriana         | 6 | 1 | 1 | 4 | 5  | 11 | -6  | 3  |

### Playoff retrocessione
Vengono assegnati dei bonus alle terze ed alle quarte classificate dei due gironi di prima fase:
- Marsa (3º classificato gruppo A): 2 punti
- St. George's (3º classificato gruppo B): 2 punti
- Ħamrun Spartans (4º classificato gruppo A): 1 punto
- Ghaxaq (4º classificato gruppo B): 1 punto

#### Classifica finale
|    | Classifica         | G  | V | N | P | GF | GS | Dif | Pt    |
| -- | ------------------ | -- | - | - | - | -- | -- | --- | ----- |
| 5  | Ħamrun Spartans    | 10 | 8 | 2 | 0 | 23 | 4  | +19 | 19[1] |
| 6  | Marsa              | 10 | 5 | 3 | 2 | 22 | 8  | +14 | 15[2] |
| 7  | St. George's       | 10 | 4 | 1 | 5 | 13 | 20 | -7  | 11[2] |
| 8  | Qormi              | 10 | 3 | 4 | 3 | 17 | 13 | +4  | 10    |
| 9  | Ghaxaq             | 10 | 3 | 1 | 6 | 9  | 19 | -10 | 8[1]  |
| 10 | Msida Saint-Joseph | 10 | 1 | 1 | 8 | 5  | 25 | -20 | 3     |

## Verdetti finali
- Hibernians Campione di Malta 1978-1979
- Ghaxaq e Msida Saint-Joseph retrocesse.